# シェイクスピアの文句を題名にした作品一覧
シェイクスピアの文句を題名にした作品一覧は、ウィリアム・シェイクスピア作の戯曲や詩の文句（フレーズ）から題名をつけられた（もじり、パロディを含む）小説・戯曲・詩・映画・テレビ・楽曲・漫画などの作品の一覧である。（日本語訳はすべて坪内逍遥）。

## ロミオとジュリエット
- O, swear not by the moon, the inconstant moon,
That monthly changes in her circled orb,
おゝ、廻る夜毎に位置の変わる不貞節な月なんぞを誓言（せいごん）にお懸けなさるな（ヂューリエット、第2幕第2場）
  - ラリー・ニーヴンの小説『無常の月』

## マクベス
- these weird sisters
彼ノ奇（あや）シキ巫女（ふじょ）ラハ（マクベス夫人、第1幕第5場、他）
  - テリー・プラチェットの小説『三人の魔女（原題：Wyrd Sisters）』（「ディスクワールド」シリーズ）
- If you can look into the seeds of time
若し汝（きさまら）に、「時」の胎内にある事件の種（たね）を看破する力があって（バンクヲー、第1幕第3場）
  - ジョン・ウィンダムの短編小説集『時間の種』
- The moon is down; I have not heard the clock
月は落ちましたが、時計の音は聞えませんでした（フリーアンス、第2幕第1場）
  - ジョン・スタインベックの小説『月は沈みぬ』
- To wear a heart so white
心臓も、貴下のやうに白（しら）ッちゃけちゃァゐませんのよ（マクベス夫人、第2幕第2場）
  - ハビエル・マリアスの小説『白い心臓』
- Double, double toil and trouble; Fire burn and cauldron bubble.
辛苦も勞苦も、倍増し、倍増し。くわつくわと燃えろ、ぶつ〜煮えろ。 （妖巫一同、第4幕第1場）
  - エラリイ・クイーンの小説『ダブル・ダブル』
  - エマ・レイサンの小説『Double, Double Oil and Trouble』
  - ジョン・ディクスン・カーの小説『火よ、燃えろ!』
  - ブライアン・フリンの小説『And Cauldron Bubble』
- By the pricking of my thumbs
指がびくびくするとこを見ると（妖巫3、第4幕第1場）
  - アガサ・クリスティの小説『親指のうずき』
- Something wicked this way comes
何か不正（よくな）い者がやって来るね（妖巫2、第4幕第1場）
  - レイ・ブラッドベリの小説およびそれに基づいた映画『何かが道をやってくる』
- And sleep in spite of thunder.
どんな雷が鳴っても、平氣で寢てゐられるやうに。（マクベス、第4幕第1場）
  - ジョン・ディクスン・カーの小説『雷鳴の中でも』
- To-morrow, and to-morrow, and to-morrow
明日が来り、明日が去り、又来り、又去って（マクベス、第5幕第5場）
  - カート・ヴォネガットの短編小説『明日も明日もその明日も（原題：Tomorrow and Tomorrow and Tomorrow）』
- And all our yesterdays have lighted fools
The way to dusty death
総て昨日といふ日は、阿呆共が死んで土になりに行く道を照らしたのだ（マクベス、第5幕第5場）
  - アリステア・マクリーンの小説『歪んだサーキット（原題：The Way to Dusty Death）』
- Out, out, brief candle!
消えろ消えろ、束の間の燭火（ともしび）!（マクベス、第5幕第5場）
  - ロバート・フロストの詩『Out, Out–』
  - オルダス・ハクスリーの短編小説集『Brief Candles』
- it is a tale
Told by an idiot, full of sound and fury,
Signifying nothing
白痴（ばか）が話す話だ、騒ぎも意気込みも甚（えら）いが、たわいもないものだ（マクベス、第5幕第5場）
  - ウィリアム・フォークナーの小説『響きと怒り（原題：The Sound and the Fury）』

## リア王
- Child Rowland to the dark Tow'r came
暗黒城（くらやみじやう）にぞ着きにける（エドガー、第3幕第4場）
  - ロバート・ブラウニングの詩『童子ローランド、暗黒の塔に至る（原題：Childe Roland to the Dark Tower Came）』（『ダーク・タワー』参照）

## ハムレット
- thus the glimpses of the moon
さらでも凄き月の夜半（やは）に（ハムレット、第1幕第4場）
  - 映画『月の囁き』（原作はイーディス・ウォートン（Edith Wharton）の同名の小説）
  - エドマンド・クリスピンの小説『The Glimpses of the Moon』
- Something is rotten in the state of Denmark
何かデンマークに善くない事があるのでござらう（マーセラス、第1幕第4場）
  - ジャスパー・フォードの小説『Something Rotten』（「文学刑事サーズデイ・ネクスト」シリーズ）
- Murder most foul, as in the best it is
おほよそ弑逆に非道ならぬはなしとはいへども（ハムレット父王の亡霊、第1幕第5場）
  - 映画『ミス・マープル／最も卑劣な殺人』（原作はアガサ・クリスティ『マギンティ夫人は死んだ』）
  - 他にも複数の推理小説の題名に使われている。
- Against thy mother aught: leave her to heaven
母には害を加へまいぞよ、天の捌きに打任せて（ハムレット父王の亡霊、第1幕第5場）
  - 映画『哀愁の湖』（原題：Leave Her to Heaven）（ジーン・ティアニー主演）
- That one may smile, and smile, and be a villain
面に笑をたゝえながら、笑みつゝも尚かくの如き大悪事を行ふ者の世にありとは!（ハムレット、第1幕第5場）
  - レックス・スタウトの小説『Xと呼ばれる男』（原題：And Be a Villain）
- There are more things in heaven and earth, Horatio
Than are dreamt of in your philosophy
この天地の間にはな、所謂哲学の思も及ばぬ大事があるわい（ハムレット、第1幕第5場）
  - ホルヘ・ルイス・ボルヘスの短編小説『人智の思い及ばぬこと』（『砂の本』収録）
  - ジョン・ブラナーの小説『More Things in Heaven』
- The time is out of joint
此世の関節が外れたわい!（ハムレット、第1幕第5場）
  - フィリップ・K・ディックの小説『時は乱れて』（原題：Time Out of Joint）
- in action how like an angel!
行為（おこなひ）は天使の如く（ハムレット、第2幕第2場）
  - マーガレット・ミラー（Margaret Millar）の小説『まるで天使のよう』
- I am but mad north-north-west
北々西だけが狂うてゐるのぢゃ（ハムレット、第2幕第2場）
  - 映画『北北西に進路を取れ』（原題：North by Northwest）（アルフレッド・ヒッチコック監督）
- To be, or not to be: that is the question
世に在る、世に在らぬ、それが疑問ぢゃ（ハムレット、第3幕第1場）
  - 映画『生きるべきか死ぬべきか』（エルンスト・ルビッチ監督）
  - 映画『メル・ブルックスの大脱走』（原題：To Be or Not to Be）（メル・ブルックス製作・主演）
  - カート・ヴォネガットの小説『2BR02B』
- The slings and arrows of outrageous fortune
残忍な運命の矢や石投を（ハムレット、第3幕第1場）
  - 映画『うるさい女たち』（原題：Outrageous Fortune）（アーサー・ヒラー監督）
- To sleep: perchance to dream
眠る! あゝ、おそらくは夢を見よう!（ハムレット、第3幕第1場）
  - ロバート・B・パーカーの小説『夢を見るかもしれない』
  - ミュージカル『Perchance to Dream』/他
- For in that sleep of death what dreams may come
其醒めぬ眠の中に、どのような夢を見るやら?（ハムレット、第3幕第1場）
  - リチャード・マシスンの小説およびそれに基づいた映画『奇蹟の輝き』
- When we have shuffled off this mortal coil
此形骸の煩累（わずらひ）を悉く脱した時に（ハムレット、第3幕第1場）
  - オルダス・ハクスリーの短編小説集『Mortal Coils』
- The undiscover'd country from whose bourn
No traveller returns
曾て一人の旅人（りょじん）すらも帰って来ぬ国（ハムレット、第3幕第1場）
  - 映画『スタートレックVI 未知の世界』（原題：The Undiscovered Country）
  - 西脇順三郎の詩『旅人かへらず』
- No, no, they do but jest, poison in jest; no offence i' the world
何の〜、ちッとも。ほんの戲れぢゃ、戲れに毒害するのぢゃ（ハムレット、第3幕第2場）
  - ジョン・ディクスン・カーの小説『毒のたわむれ』
- Very like a whale
いかさま、鯨のやうにも見えます（ポローニヤス、第3幕第2場）
  - オグデン・ナッシュの詩『Very Like A Whale』
- a fellow of infinite jest, of most excellent fancy
戯謔（むだぐち）にかけては真（まこと）に窮極（きはま）る所を知らぬ（ハムレット、第5幕第1場）
  - デヴィッド・フォスター・ウォレス の小説『Infinite Jest』
- That Rosencrantz and Guildenstern are dead
ローゼンクランツ、ギルデンスターンの両人が世に無き由（使者1、第5幕第2場）
  - トム・ストッパードの戯曲およびそれに基づいた映画『ローゼンクランツとギルデンスターンは死んだ』
- Of deaths put on by cunning and forced cause
余儀なき苦肉に計略（はかりごと）乃至大詰の此惨事（ホレーショー、第5幕第2場）
  - ルース・レンデルの小説『仕組まれた死の罠』
- the readiness is all
肝腎なのは覚悟だ（ハムレット、第5幕第2場）
  - さいとう・たかを作の劇画『ゴルゴ13』第610話『覚悟がすべて』

## オセロー
- twas strange, 'twas passing strange
実に不思議な、非常に不思議な（オセロー、第1幕第3場）
  - ミュージカル『パッシング・ストレンジ』
- Pride, pomp and circumstance
誉れも、飾りも、立派さも（オセロー、第3幕第3場）
  - ノエル・カワードの小説『Pomp and Circumstance』
  - エドワード・エルガー作曲『威風堂々』
- And, O you mortal engines
おゝ、汝（きさま）、おそろしい大砲よ（オセロー、第3幕第3場）
  - フィリップ・リーヴの小説『移動都市（原題：Mortal Engines）』/他
- threw a pearl away,
Richer than all his tribe; of one whose subdued eyes
其全族にも易（か）へがたい真珠を我が手で抛げ捨てましたと（オセロー、第5幕第2場）
  - ニコラス・モンサラット（Nicholas Monsarrat）の小説『Richer Than All His Tribe』

## ジュリアス・シーザー
- Beware the ides of March
三月の十五日を御警戒（ようじん）なさい（一予言者、第1幕第2場、他）
  - アイアン・メイデンの楽曲『3月15日（原題：The ides of March）』（『キラーズ』収録）、他
- And therefore think him as a serpent's egg
すなはち、彼れは毒蛇の卵である（ブルータス、第2幕第1場）
  - 映画『蛇の卵（原題：The Serpent's Egg）』（イングマール・ベルイマン監督）
- Cry "Havoc!" and let slip the dogs of war
「かゝれかゝれ!」と号令を下して、彼（か）の兵（いくさ）の三疋犬（びきいぬ）を放つであらう（アントーニヤス、第3幕第1場）
  - フレデリック・フォーサイスの小説およびそれに基づいた映画『戦争の犬たち』
  - ピンク・フロイドの楽曲『戦争の犬たち』（アルバム『鬱』収録）
  - サクソンのアルバム『ドッグス・オブ・ウォー』
- The evil that men do lives after them
人の行った悪事は其死後までも残るが（アントーニヤス、第3幕第2場）
  - 映画『地獄で眠れ（原題：The Evil That Men Do）』（チャールズ・ブロンソン主演）
- There is a tide in the affairs of men
潮時（しおどき）は人間の行動にも有る（ブルータス、第4幕第3場）
  - アガサ・クリスティの小説『満潮に乗って』

## アントニーとクレオパトラ
- My salad days,
When I was green in judgment
ありゃわしの、まだ分別の青かった生葉の頃ぢゃ（クレオパトラ、第1幕第5場）
  - ミュージカル『サラダ・デイズ』
  - プロコル・ハルムの楽曲『サラダ・デイズ』（『青い影（Procol Harum）』収録）
  - マイナー・スレットのEPアルバムとその中に収録されている楽曲『Salad Days』
  - 猪熊しのぶの漫画『SALAD DAYS』
    - サラダデイズ - マンガ図書館Z（外部リンク）
- Let's have one other gaudy night
もう一度花々しい一夜（ひとよ）を過さう（アントニー、第3幕第8場）
  - ドロシー・L・セイヤーズの小説『学寮祭の夜』

## アテネのタイモン
- the moon's an arrant thief,
And her pale fire she snatches from the sun
月も甚だしい盗賊だ。あの青白い火は太陽のを引ッたくったのだ（タイモン、第4幕第3場）
  - ウラジーミル・ナボコフの小説『青白い炎』

## 夏の夜の夢
- Ill met by moonlight, proud Titania
尊大家（けんしきや）さん、わるい処で逢ったねえ月夜に（オービロン、第2幕第1場）
  - 映画『将軍月光に消ゆ（原題：Ill Met by Moonlight）』（マイケル・パウエル&エメリック・プレスバーガー監督）

## お気に召すまま
- Under the greenwood tree
緑なす木の下（もと）に（エーミエンズ、第2幕第5場）
  - トーマス・ハーディの小説『緑の木陰』
- All the world's a stage
人間世界は悉く舞台です（ヂュークヰーズ、第2幕第7場）
  - ジェイムズ・ブリッシュの小説『And All the Stars a Stage』

## ヴェニスの商人
- The quality of mercy is not strain’d
慈悲は拠ろなく施（ほどこ）すべきものではない（ポーシャ、第4幕第1場）
  - スティーヴ・ハーレイ&コックニー・レベルのアルバム『The Quality of Mercy』

## テンペスト

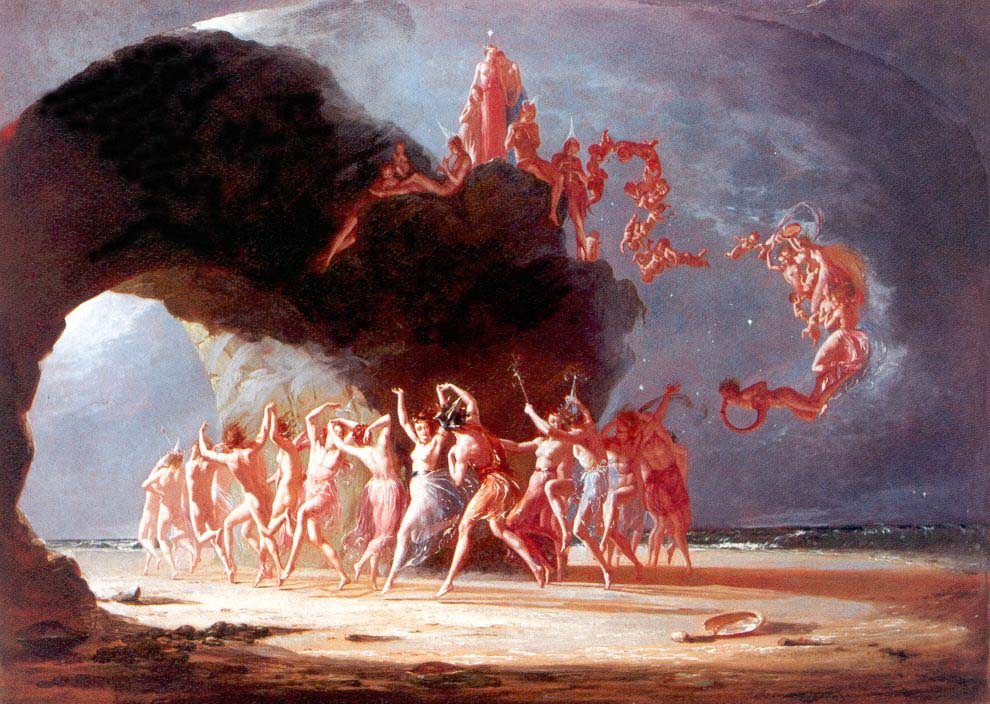
リチャード・ダッド『Come Unto These Yellow Sands』

- Come unto these yellow sands
来よ、此黄なる真砂（まさご）に（エーリエル、第1幕第2場）
  - リチャード・ダッドの絵『Come Unto These Yellow Sands』
  - アンジェラ・カーターのラジオドラマ『Come Unto These Yellow Sands』
- Full fathom five thy father lies
五尋（いつひろ）深き水底（みなぞこ）に、御父上は臥したまふ（エーリエル、第1幕第2場）
  - シルヴィア・プラスの詩『Full Fathom Five』
  - ジャクソン・ポロックの絵『Full Fathom Five』[1]
  - ストーン・ローゼズの楽曲『Full Fathom Five』（『The Complete Stone Roses』収録）
  - グラディス・ミッチェルのラジオドラマ『Full Fathom Five』
- But doth suffer a sea-change
Into something rich and strange
宝と化しぬ海に入（い）りて（エーリエル、第1幕第2場）
  - ベックのアルバム『Sea Change』
  - パトリシア・A・マキリップの小説『Something Rich and Strange』
- this rough magic
此猛しい妖術（プロスペロー第5幕第1場）
  - メアリー・スチュアート（Mary Stewart）の小説『この荒々しい魔術』
- How beauteous mankind is! O brave new world
まァ、どんな見事な、新奇（めづら）しい世界であらう!（ミランダ、第5幕第1場）
  - オルダス・ハクスリーの小説『すばらしい新世界』
- eyes wide open
セバスチャンの台詞
  - スタンリー・キューブリックの映画『アイズ ワイド シャット』

## 十二夜
- Present mirth hath present laughter
逢うた時だけ互ひの笑顔（道外方、第2幕第3場）
  - ノエル・カワードの戯曲『Present Laughter』
- there shall be no more cakes and ale?
菓子も酒も絶対禁制てことがあるかい?（士爵トービー・ベルシ、第2幕第3場）
  - サマセット・モームの小説『お菓子とビール』
- And in sad cypress let me be laid
杉の柩に埋めてくりゃれ（道外方、第2幕第4場）
  - アガサ・クリスティの小説『杉の柩』

## 冬物語
- Go,—fresh horses;—
おい、乗換の馬を!（ダイオン、第3幕第1場）
  - 映画『想い出のジュエル（原題：Fresh Horses））』（モリー・リングウォルド主演）

## リチャード二世
- This other Eden, demi-paradise
此第二のエデンも、準天国も（ガントのヂョン、第2幕第1場）
  - 映画『The Demi-Paradise』（ローレンス・オリヴィエ主演）
- O! call back yesterday, bid time return
おゝ、去った時を帰らせ、きのふをお呼び戻しなされませ（ソルズバリーの伯爵、第3幕第2場）
  - リチャード・マシスンの小説『ある日どこかで』

## ヘンリー四世 第1部
- And Time, that takes survey of all the world,/Must have a stop. O, I could prophesy
いや、其全世界の過現未を観測する「時」て奴だって、つまりは終止（おしまひ）になッちまふんだ（ヘンリー・パーシー、第5幕第4場）
  - オルダス・ハクスリーの小説『時は停まるにちがいない（原題：Time Must Have a Stop）』

## ヘンリー四世 第2部
- We have heard the chimes at midnight, Master Shallow
お互ひに真夜中の鐘て奴を幾度も幾度も聞いたッけねえ（士爵ヂョン・フォルスタッフ、第3幕第2場）
  - 映画『オーソン・ウェルズのフォルスタッフ（原題：Chimes at Midnight）』（オーソン・ウェルズ監督・主演）

## ヘンリー五世
- We few, we happy few, we band of brothers
われわれは、われわれ幸福な少数は、兄弟（けいてい）団とも称すべきだ（王ヘンリー五世、第4幕第3場）
  - スティーヴン・アンブローズの小説およびそれを基にしたテレビシリーズ『バンド・オブ・ブラザース』

## リチャード三世
- the winter of our discontent
我党の陰鬱な冬（リチャード、第1幕第1場）
  - ジョン・スタインベックの小説『われらが不満の冬』
- where eagles dare not perch
鷲さへも棲（とま）り得ない処で（リチャード、第1幕第3場）
  - アリステア・マクリーンの小説およびそれに基づいた映画『荒鷲の要塞』
- A horse, a horse, my kingdom for a horse!
馬を持て、馬を!　此國（このこく）でも何でも代りに與る!（リチャード、第5幕第4場）
  - クレイグ・ライスの小説『わが王国は霊柩車』（原題：My Kingdom for a Hearse）

## ソネット集
- Rough winds do shake the darling buds of May（第18番）
  - イギリスのテレビドラマ『The Darling Buds of May』（キャサリン・ゼタ＝ジョーンズの出世作）
- And summer's lease hath all too short a date（第18番）
  - ジョン・モーティマー（John Mortimer）の小説『Summer's Lease』
- My mistress' eyes are nothing like the sun（第130番）
  - アンソニー・バージェスの小説『その瞳は太陽に似ず』
  - スティングのアルバム『ナッシング・ライク・ザ・サン』
- Bare ruin'd choirs, where late the sweet birds sang（第73番）
  - ケイト・ウィルヘルムの小説『鳥の歌いまは絶え』